# Mylothris kahusiana
Mylothris kahusiana is een vlinder uit de familie van de witjes (Pieridae), onderfamilie Pierinae.
De wetenschappelijke naam van de soort werd in 2001 gepubliceerd door Jacques Hecq.